# Carl Stål (militär)
Carl Stål (även känd som Ståhl), född 7 november 1803 i Stockholm, död där 5 januari 1884, var en svensk fortifikationsingenjör och arkitekt. Han var far till entomologen Carl Stål.

## Biografi
Carl Stål blev underlöjtnant vid Ingenjörkårens fortifikationsbrigad 1821. Åren 1822–1827 tjänstgjorde han vid Vanäs (senare Karlsborgs fästning) och byggde det första fästningsverket där. År 1828 förordnades han att vara informationsofficer i befästningskonst vid Krigsakademien på Karlberg. År 1829 blev han löjtnant vid Ingenjörkåren, 1833 lärare i byggnadskonst och 1836 även i befästningskonst vid Högre artilleriläroverket på Marieberg. Han var därutöver informationsofficer i topografi vid Karlberg. Stål ledde befästningsarbetena norr om Stockholm 1831 och uppgjorde ritningar till och utförde ny verkstadsbyggnad vid Carl Gustafs stads gevärsfaktori. 1837 befordrades han till kapten, och detta och följande år företog han en utrikes studieresa. 1839 uppgjorde han förslag till befästning av Slite på Gotland samt blev major i armén och tjänstgörande major vid Krigsakademien och några år senare styresman för undervisningen vid detta läroverks övre avdelning. Han befordrades 1849 till överstelöjtnant och 1858 till överste vid Ingenjörkåren samt var tillika militärledningen på Krigskollegii fortifikationsdepartement, tills han 1868 nedlade sina militära befattningar.
Han var ledamot av Krigshovrätten 1861–1868 och i direktionen över Allmänna Barnhuset 1850–1860 samt ordförande i Slöjdskolans styrelse 1859–1868 och under tillsyn av Johan Adolf Hawerman ritade han dess nybyggnad på Mäster Samuelsgatan 1866. Mellan 1855 och 1866 drev han en arkitektverksamhet tillsammans med Edvard Medén och de utformade bland annat Norrköpings synagoga, stadshuset i Sundsvall, och i Stockholm Hôtel du Nord och Davidsonska huset på Kungsträdgårdsgatan. Från 1853 var han ledamot av Lantbruksakademin och ritade bland annat om Skära villan på Experimentalfältet. I sitt arbete för Överintendentsämbetet signerade han ritningarna för Idre kyrka (byggd 1835), Sandhems kyrka (1838), Tvings kyrka (1841) och Hjärnarps kyrka (1842).
Carl Stål invaldes som ledamot av Kungliga Krigsvetenskapsakademien 1829. Han är begraven på Norra begravningsplatsen utanför Stockholm.

## Bilder av några verk

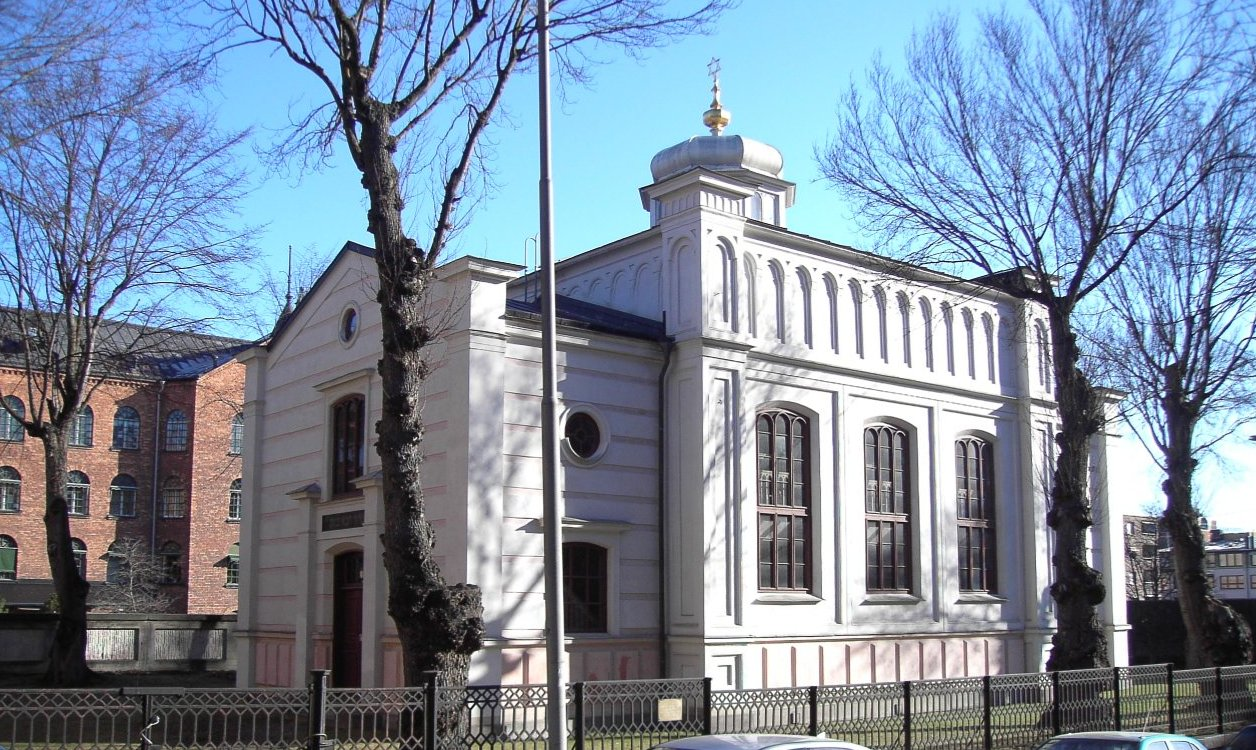
Synagogan i Norrköping
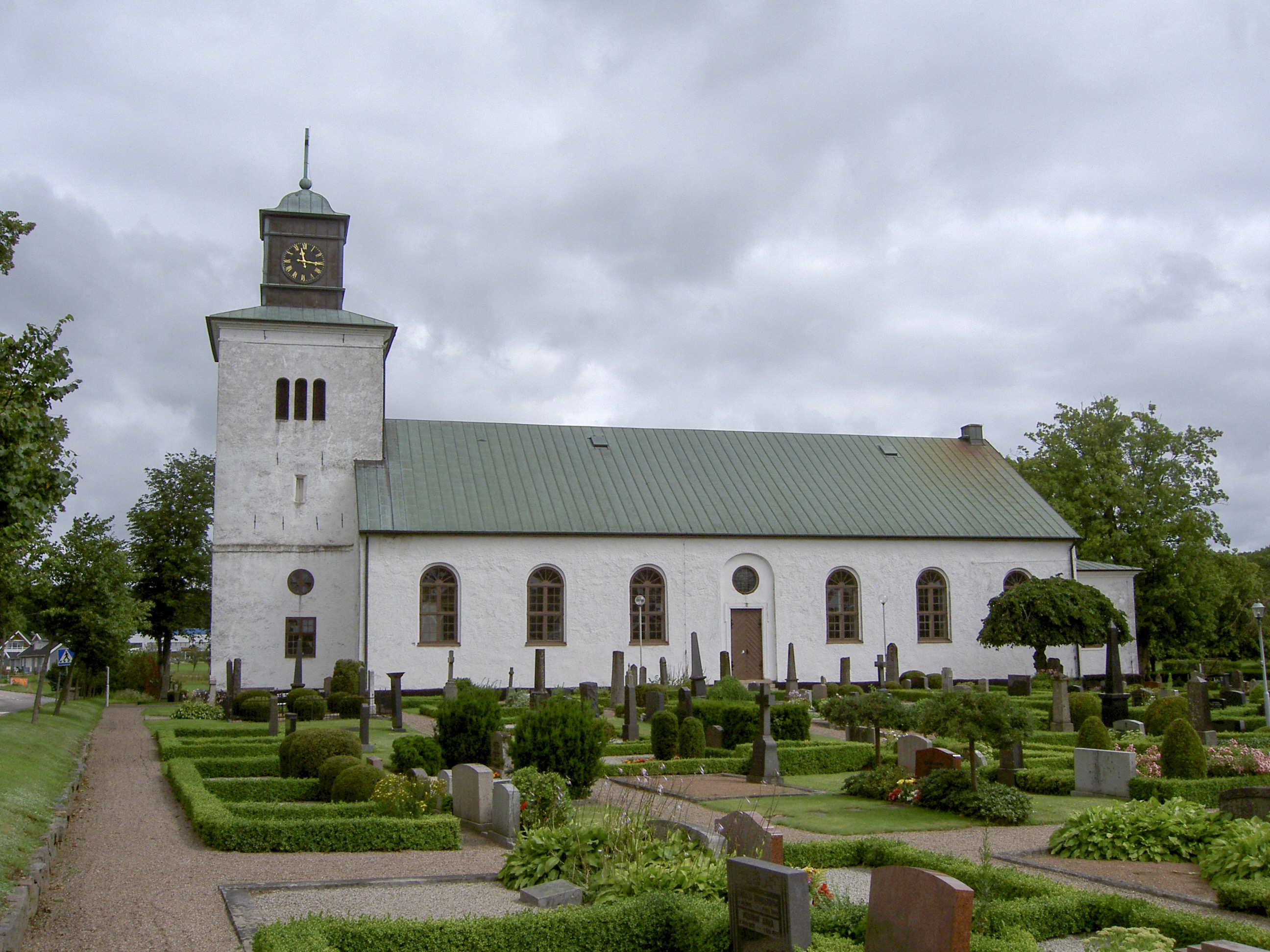
Hjärnarps kyrka
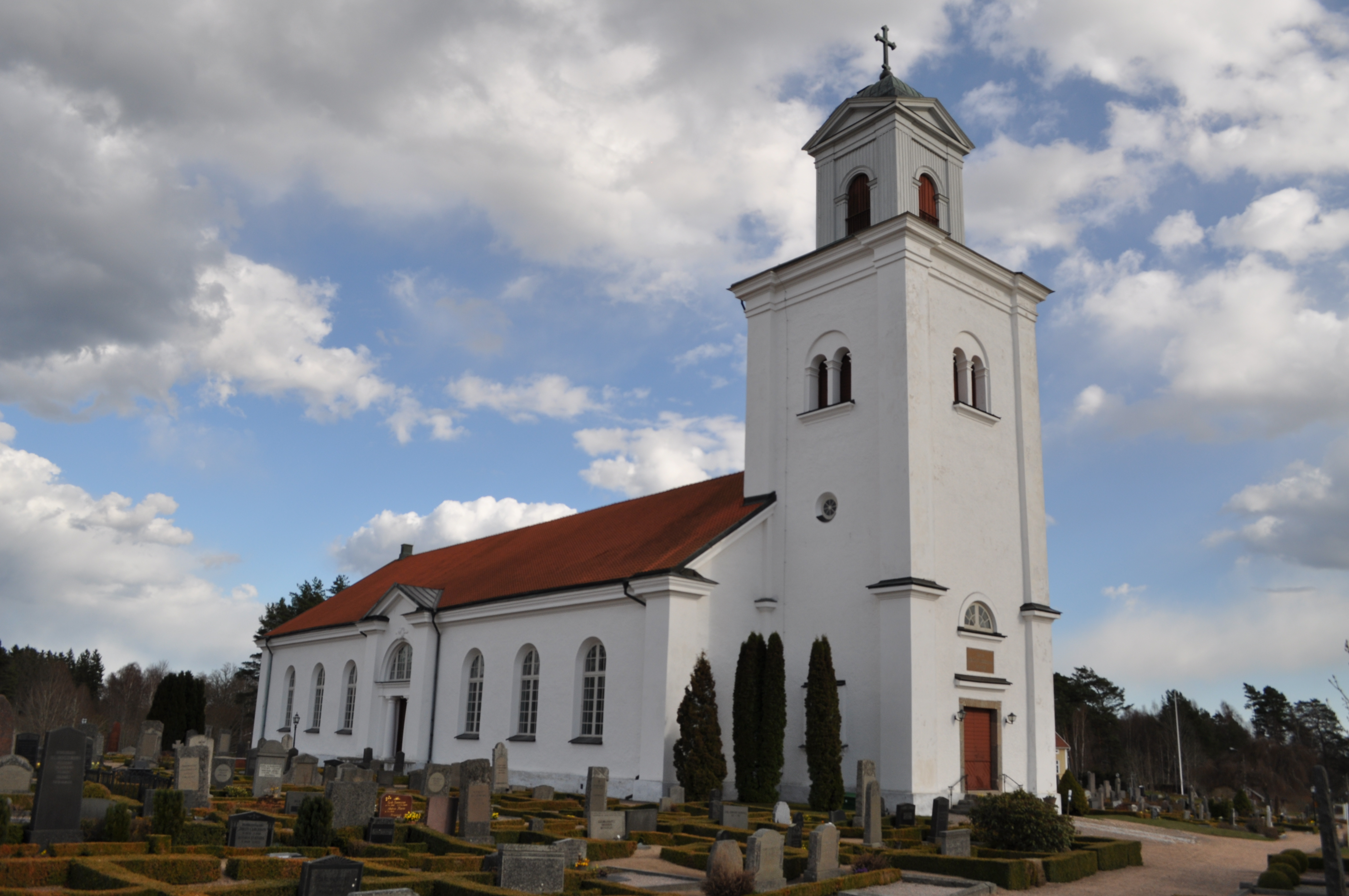
Tvings kyrka
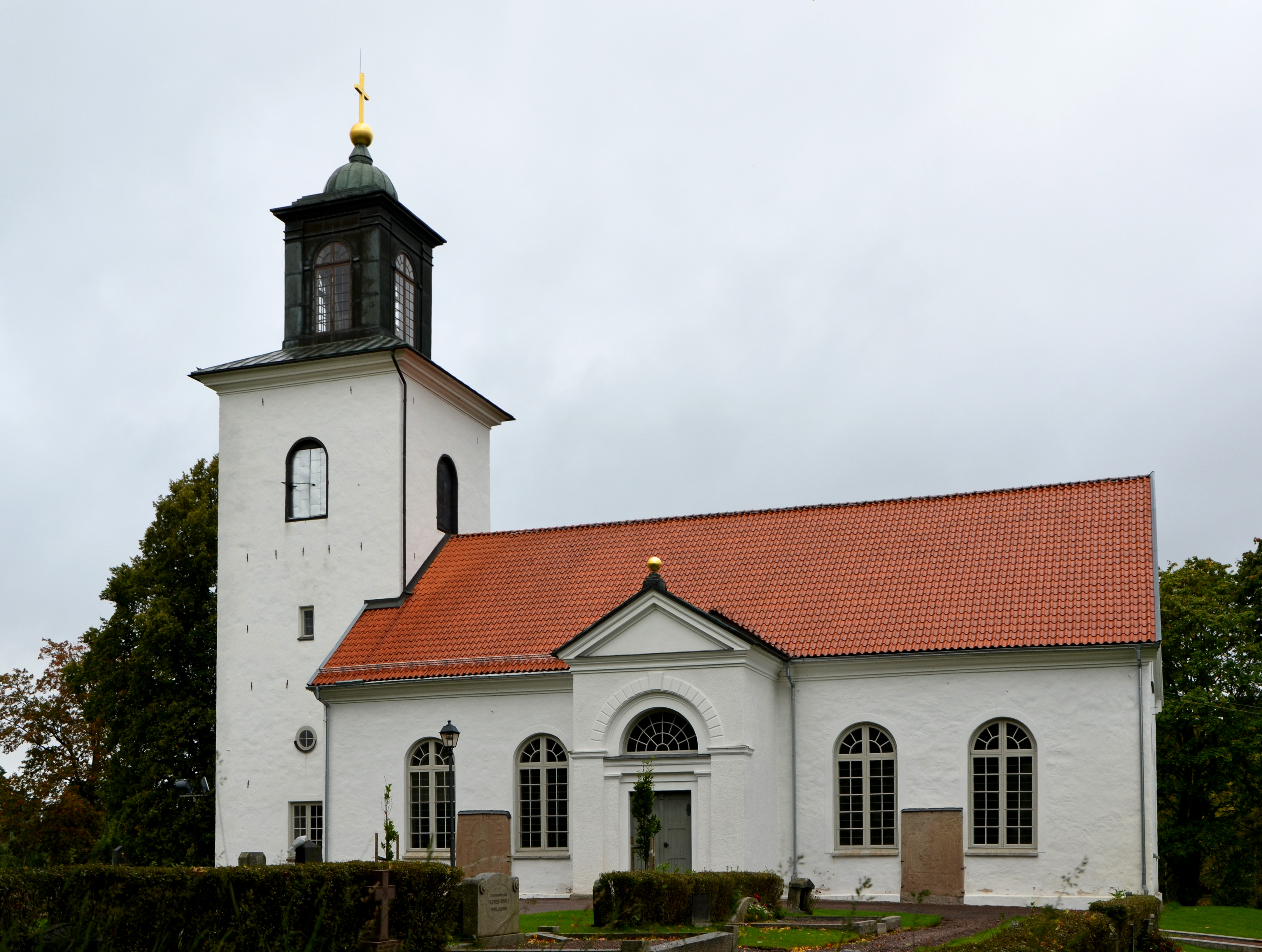
Sandhems kyrka